# Koszinj vára
A Koszinj vára (horvátul: Stari grad Kosinj) egy várhely Horvátországban, Likában, az Otocsántól délre fekvő Gornji Kosinj település határában.

## Fekvése
A falutól délnyugatra emelkedő 659 méter magas Gradina nevű hegy tetején találhatók csekély maradványai.

## Története
Koszinj váráról a neves horvát történész Vjekoslav Klaić azt állítja, hogy azonos Bocsaj várának maradványaival. Róla egykori birtokosai a Koszinji (Kosinjski) nevet viselték. Egy 1461-es latin nyelvű oklevél említi Koszinji Lászlót ("Lascho de Kosin"), majd 1484-ben Koszinji Jánost (Ivan Kosinjski) is. Koszinj várát Frangepán Hans (Anž) gróf 1489-ben vette hét évre Koszinji Györgytől zálogba, majd 1499-ben a hozzá tartozó falvakkal együtt végleg meg is szerezte. Arról, hogy ebben az időben Kosinj környékén több falu is volt Glavinics Sebestyén zenggi püspök számol be, amikor 1696-ban azt írja, hogy Koszinj körül „hét templom romja látható, amelyekben egykor a nép Istent dicsérte”. Köztük egy pálos kolostor romjait is látta. Glavinics azt is megemlíti, hogy Koszinjban Frangepán Hans gróf idejében nyomda is működött, ahol egyházi könyveket nyomattak a horvát papok számára. Valószínűleg Koszinj környékén állt a Szent Mária Magdolna ispotály is, amelyet Kurjakovics Pál horvát bán 1411-ben a rokonaival kötött egyezség alapján Hrvaćani faluban levő mind az öt birtokával együtt a gačkai és a bužanai zsupánság határán fekvő Szűz Mária plébániatemplomnak adományozott. 1522-ben Hasszán mosztári pasa támadása során Koszinj vára is súlyos károkat szenvedett. Glavinics az 1696-os likai összeírásában még megemlíti, ezután sorsa ismeretlen.

## A vár mai állapota
A vár egy sűrű növényzettel benőtt kúp alakú hegycsúcs tetején kialakított, mintegy 50-szer 60 méteres platón terült el. A várnak jelenleg nincsenek látható falai csak a mindenhol fellelhető habarcsos kőtörmelék utal az egykori várra, valamint a várat egykor körbevevő erősen feltöltődött sáncárok. A sánc, egy 30-szor 20 méteres, ovális alakú központi magaslatot fog körbe. A magaslaton számos és rendszertelenül elhelyezkedő süppedés látható.